# Cynoglossus suyeni
Cynoglossus suyeni és un peix teleosti de la família dels cinoglòssids i de l'ordre dels pleuronectiformes que es troba a les costes de Cèlebes, l'illa de Timor, les Filipines i Taiwan.